# Mycena mirata
Mycena mirata (Peck) Sacc. – gatunek grzybów z rodziny grzybówkowatych (Mycenaceae).

## Morfologia
Kapelusz
Średnica do 7 mm, półkulisty, stożkowy do parabolicznego, często z wklęsłym środkiem, czasem z małą brodawką, rowkowany, prześwitująco prążkowany. Powierzchnia początkowo szorstka, potem łysiejąca, na środku ciemnobrązowe, ku brzegowi jaśniejsza, szarobrązowa lub jasnoszare do białawej, przy brzegu prawie biała. Czasami jest całkowicie biały, zwłaszcza gdy rośnie na opadłych liściach wierzby iwa Salix caprea.
Blaszki
W liczbie 9–15(17), dochodzące do trzonu, lub zbiegające z krótkim ząbkiem lub bez ząbka, wąsko lub szeroko przyrośnięte, jasnoszare do białych, z wklęsłym brzegiem.
Trzon
Wysokość do 35 mm, pusty w środku, cylindryczny, początkowo całkowicie owłosiony lub drobno kutnerowaty, potem staje się nagi. Powierzchnia błyszcząca, w górnej części biaława do szarej, w dolnej szarawa do ciemnobrązowej, czasami całkowicie biała. Podstawa trzonu pokryta długimi białymi włóknami wrastającymi w podłoże.
Miąższ
Bardzo cienki, bez zapachu.

## Systematyka i nazewnictwo
Pozycja w klasyfikacji według Index Fungorum: Mycena, Mycenaceae, Agaricales, Agaricomycetidae, Agaricomycetes, Agaricomycotina, Basidiomycota, Fungi.
Po raz pierwszy takson ten opisał w 1873 r. Charles Horton Peck, nadając mu nazwę Agaricus miratus. Obecną nazwę nadał mu Pier Andrea Saccardo w 1887 r. Ma jeszcze drugi synonim – Prunulus miratus (Peck) Murrill 1916.

## Występowanie i siedlisko
Mycena mirata znany jest w Ameryce Północnej, Europie i Azji. Brak go w opracowanym w 2003 r. przez Władysława Wojewodę zestawieniu wielkoowocnikowych grzybów podstawkowych Polski, ale jego stanowiska podano w latach późniejszych. Aktualne stanowiska podaje także internetowy atlas grzybów. Znajduje się w nim na liście gatunków zagrożonych i wartych objęcia ochroną.
Grzyb saprotroficzny. Rośnie na porośniętych mchem pniach drzew liściastych, na gałązkach i szczątkach drzew liściastych i iglastych, często pod jałowcem pospolitym Juniperus communis.